# Fufuluo
Die Fufuluo (副伏罗) waren ein Volk in Asien, das im heutigen Xinjiang siedelte. 

## Geschichte
Als ein Stamm der Gaoche konnten die Fufuluo die zwölf Klane der Gaoche ab 481 einigen und 487 in Turfan einen eigenen Staat gründen. Dieser lag am Fluss Tuin nah am Königreich Gaochang, mit dem es ebenso zu Konflikten kam. Die Herrschaft war auf ein nördliches und ein südliches Gebiet aufgeteilt. 
490 verbündeten sich die Fufuluo mit den Toba und griffen in der Folgezeit regelmäßig die Rouran an. 492 gelang es ihnen, wichtige Städte im Osten zu erobern. Später kam es aber zu inneren Unruhen, Khan Biliyan (跋利延) wurde gestürzt und die Fufuluo wurden kurzzeitig Vasallen der Toba. 508 konnte Futu, Herrscher der Rouran, die Fufuluo besiegen, wurde aber auf der Rückkehr getötet. 516 gelang es Chounu, dem Sohn Futus, die Fufuluo zu unterwerfen, der Herrscher Mietu ging ins Exil zu den Hephtaliten. 520 wurde der Staat von Yifu (伊匐) restauriert und die Rouran vertrieben. Als im Staat der Rouran Unruhen ausbrachen, drangen die Fufuluo in ihr Gebiet ein und wurden erst 524 zurückgeschlagen. Danach wurden sie mehrmals von den Rouran besiegt und 541 in deren Reich eingegliedert. 
Zuletzt standen die Fufuluo noch den östlichen Wei im Bürgerkrieg gegen die westlichen Wei in China bei.
Die Fufuluo waren 546 bei einem Aufstand an der Bildung des Volks der Tiele (铁勒) beteiligt. 